# Luigi Strozzi

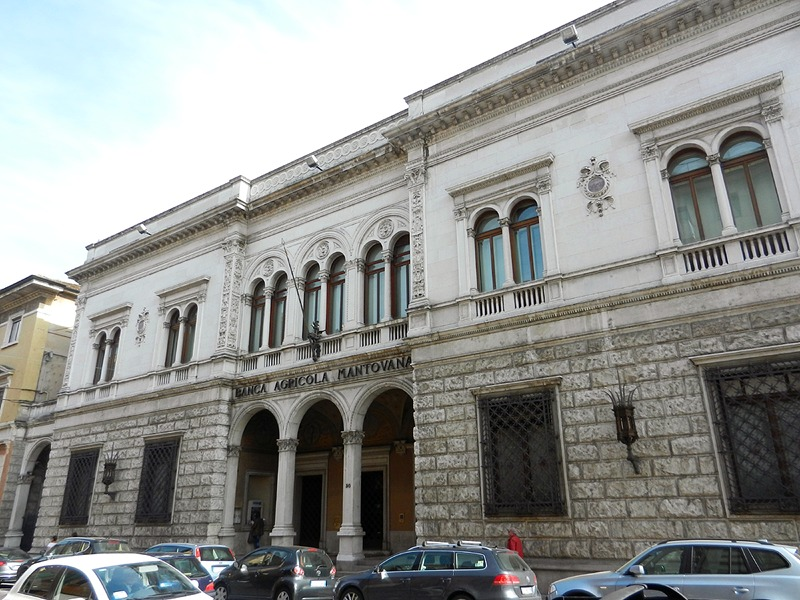
Mantova, Palazzo Strozzi

Il senatore marchese Luigi Strozzi (Wieliczka, 19 dicembre 1801 – Mantova, 22 ottobre 1868) è stato un politico e militare italiano.

## Biografia

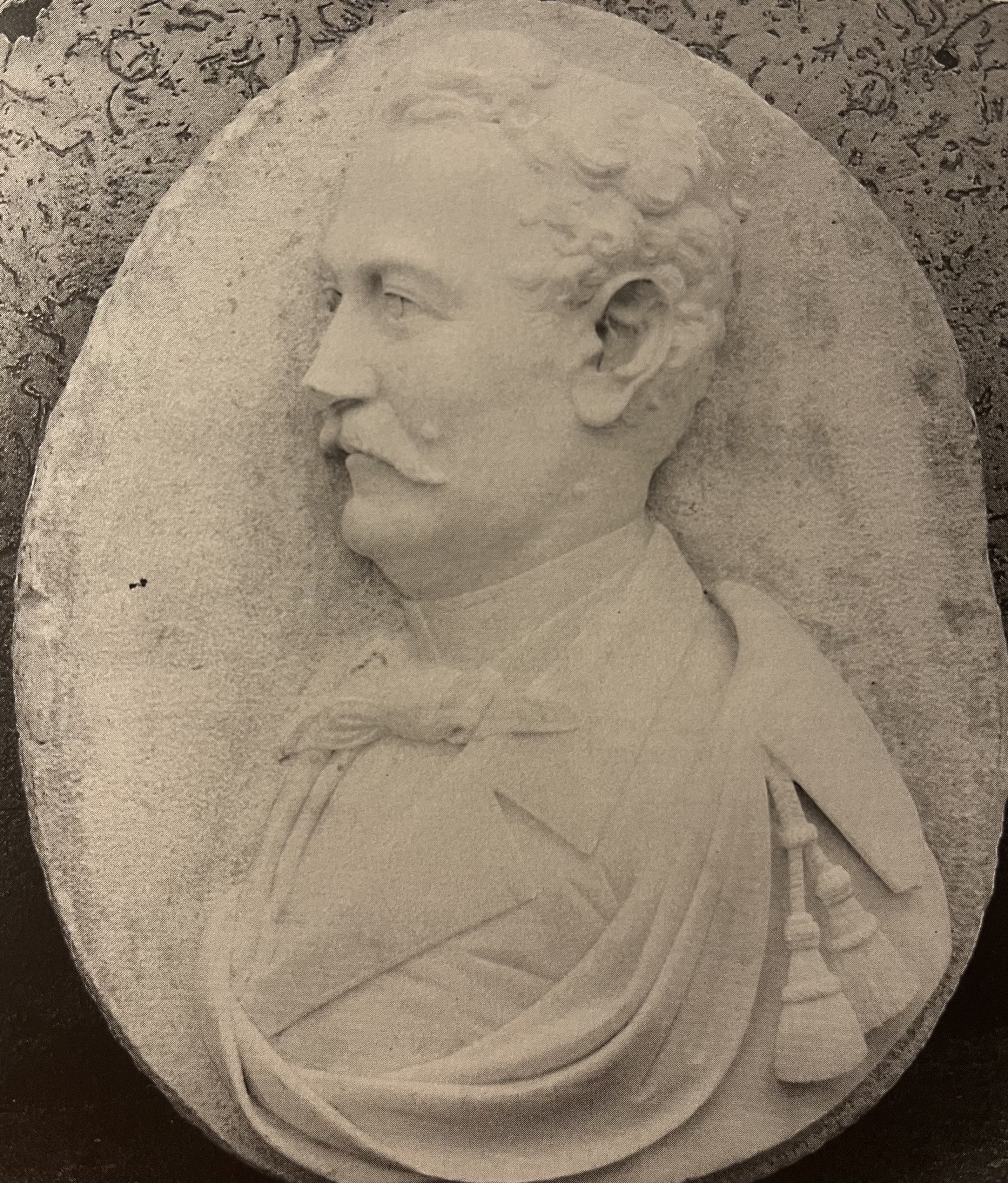
Il Senatore marchese Luigi Strozzi

Figlio del marchese Alessandro Strozzi (1758-1817), ufficiale dell'esercito austriaco, e di Guglielmina Stein, frequentò l'Accademia militare dell'esercito austriaco di Wiener Neustadt, a sud di Vienna
Esponente del ramo mantovano degli Strozzi, fu eletto nel 1866 Senatore del Regno d'Italia. A Mantova, dove da secoli dimorava il ramo Strozzi della sua famiglia, fece erigere Palazzo Strozzi e curò le proprietà di Villa Strozzi a Palidano, da secoli di proprietà della sua famiglia. Si occupò anche dei restauri della Cappella Strozzi di Mantova, nella Basilica di Santa Maria Novella a Firenze. In ambito sociale, si interessò agli istituti infantili di carità come gli Strozzi Valenti Gonzaga, a Mantova. Dette assistenza con aiuti e elargizioni quando la Grande piena del Po nel 1839, nel solo mantovano distrusse oltre 5.000 case e più di 10.000 persone rimasero senza tetto, con una perdita stimata di 15.000 capi di bestiame.

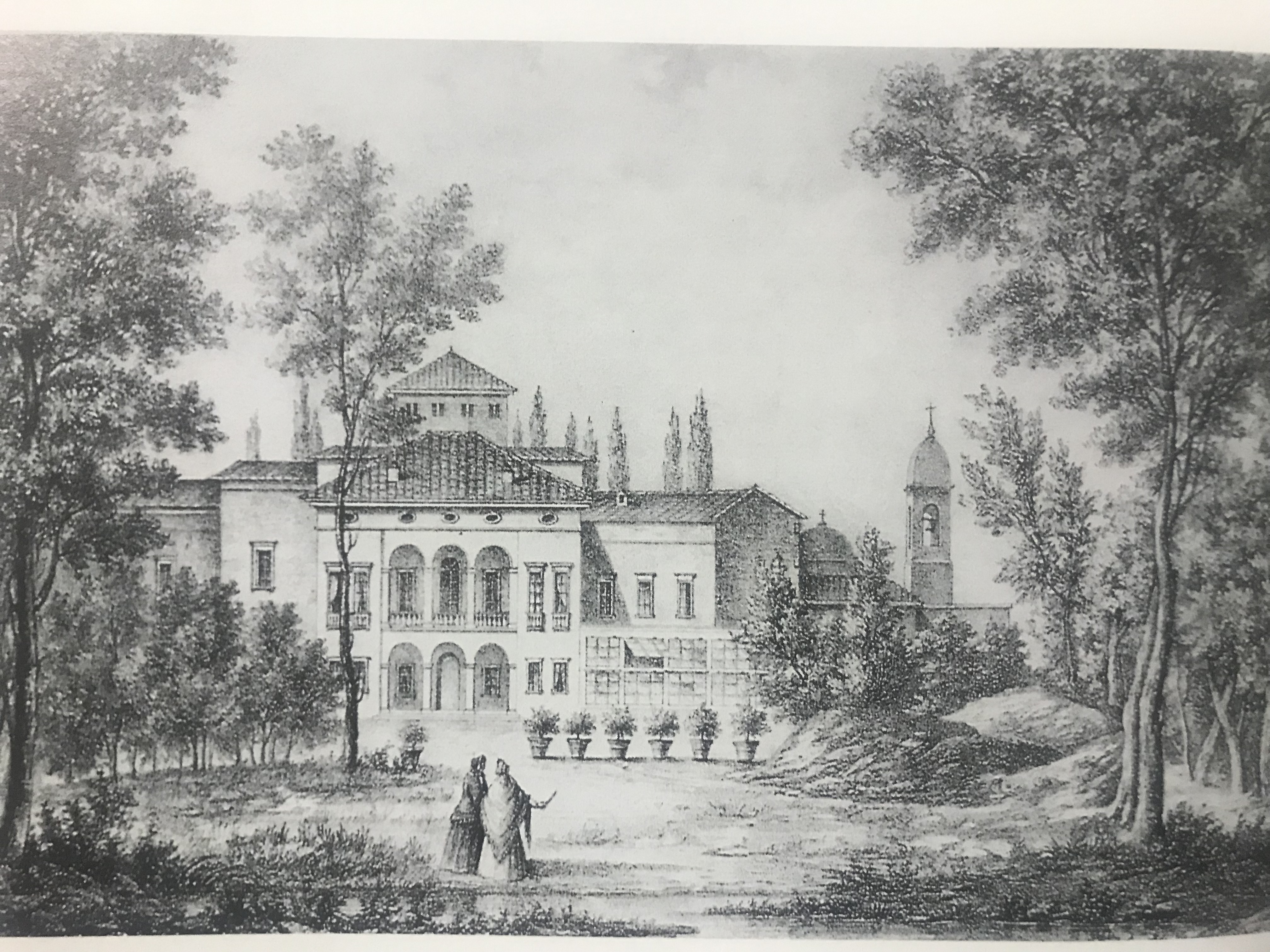
Veduta settecentesca del lato sul parco di Villa Strozzi a Palidano, Mantova.

Il Senatore marchese Luigi Strozzi morì senza figli. Dei suoi fratelli, il marchese Massimiliano Strozzi Sacrati (1797-1859) visse a Ferrara, dove morì anch'egli senza eredi. L'altro fratello, il marchese Carlo Teodoro Strozzi (1810-1886) visse a Firenze, dove reinsediò nel corso dell'800 il ramo mantovano della famiglia Strozzi, che era in Mantova sin dal 1382 quando Tommaso Strozzi a seguito al Tumulto dei Ciompi, dovette lasciare Firenze e venne accolto a Mantova dai Gonzaga.